# Cratere Caiwenji
Caiwenji  è un cratere sulla superficie di Venere. Deve il suo nome a Cai Wenji (蔡文姬T), poetessa e musicista cinese.